# Denkmal für die Juden von Zelem

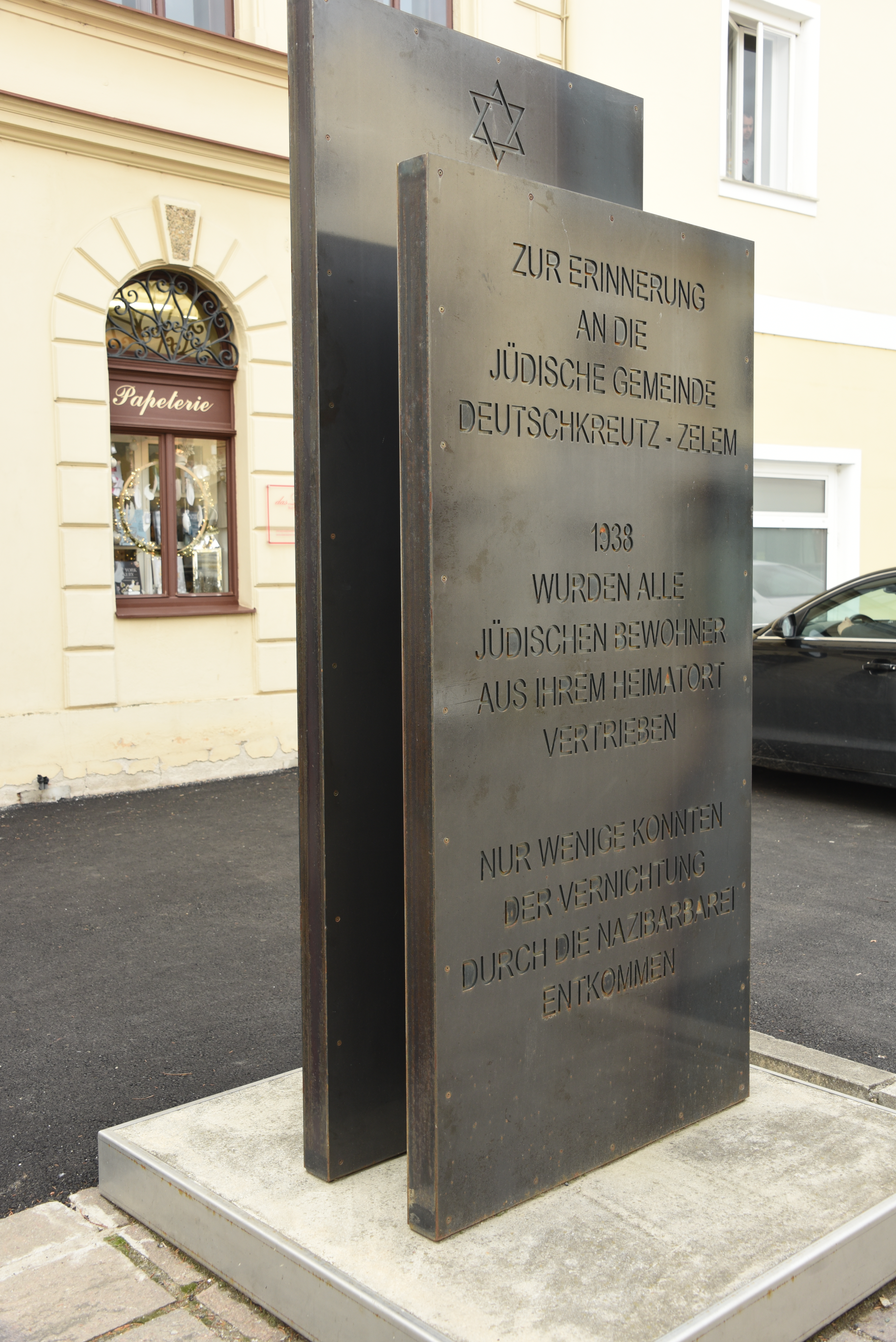
Denkmal für die Juden von Zelem

Das Denkmal für die Juden von Zelem erinnert an die 1938 vertriebene Jüdische Gemeinde in der Marktgemeinde Deutschkreutz im Burgenland. Es wurde 2012 errichtet und enthüllt. Standort ist vor dem früheren Wohnhaus des Komponisten Karl Goldmark. Initiiert wurde das Denkmal von Michael Feyer.

## Geschichte der Juden von Zelem
Deutschkreutz wurde von Juden Zelem (auch Zehlem) genannt, da der Ortsname den Begriff Kreuz enthält – einen Begriff, der in der Empfindung von Juden für die brutale Unterdrückung im Römischen Reich und für die blutigen Kreuzzüge der Römisch-katholischen Kirche steht und den gläubige Talmudanhänger nicht aussprechen durften. Zelem war einst die größte jüdische Gemeinde des Burgenlandes und zählte ab 1676 zu den Siebengemeinden unter dem Schutz des Hauses Esterházy.
Der Regionalhistoriker Adalbert Putz schreibt, dass ab dem 14. Jahrhundert Juden in vielen Gemeinden des heutigen Burgenlandes gelebt und Besitz erworben haben dürften. Vertreibungen aus Kärnten und der Steiermark, aber auch Ausweisungen aus Wien, Niederösterreich und Mähren führten zu einem steten Anstieg der Mitglieder der sieben jüdischen Gemeinden des Burgenlandes. Michael I. Esterházy de Galantha stellte den Juden von Zelem am 26. März 1720 einen Schutzbrief aus, der ihr Ansiedlungsrecht und den Status als Schutzjuden bestätigte. Zwei Großbrände in den Jahren 1762 und 1777 trafen die Gemeinde hart. 1857 lebten 1.244 Juden in Deutschkreutz, was einem Anteil von 37,8 % an der Gesamtbevölkerung entsprach. Dies war der Höhepunkt der Gemeinde. Danach setzte schrittweise eine Abwanderung in die Ballungszentren Wien, Wiener Neustadt und Ödenburg ein, denn Juden durften sich ab 1860 in den Städten niederlassen und erhielten 1867 im Rahmen des Österreichisch-Ungarischen Ausgleichs die Emanzipation. Der Abwanderungsprozess verlangsamte sich erst in den 1920er Jahren, nachdem das Gebiet an die Republik Österreich gefallen war.

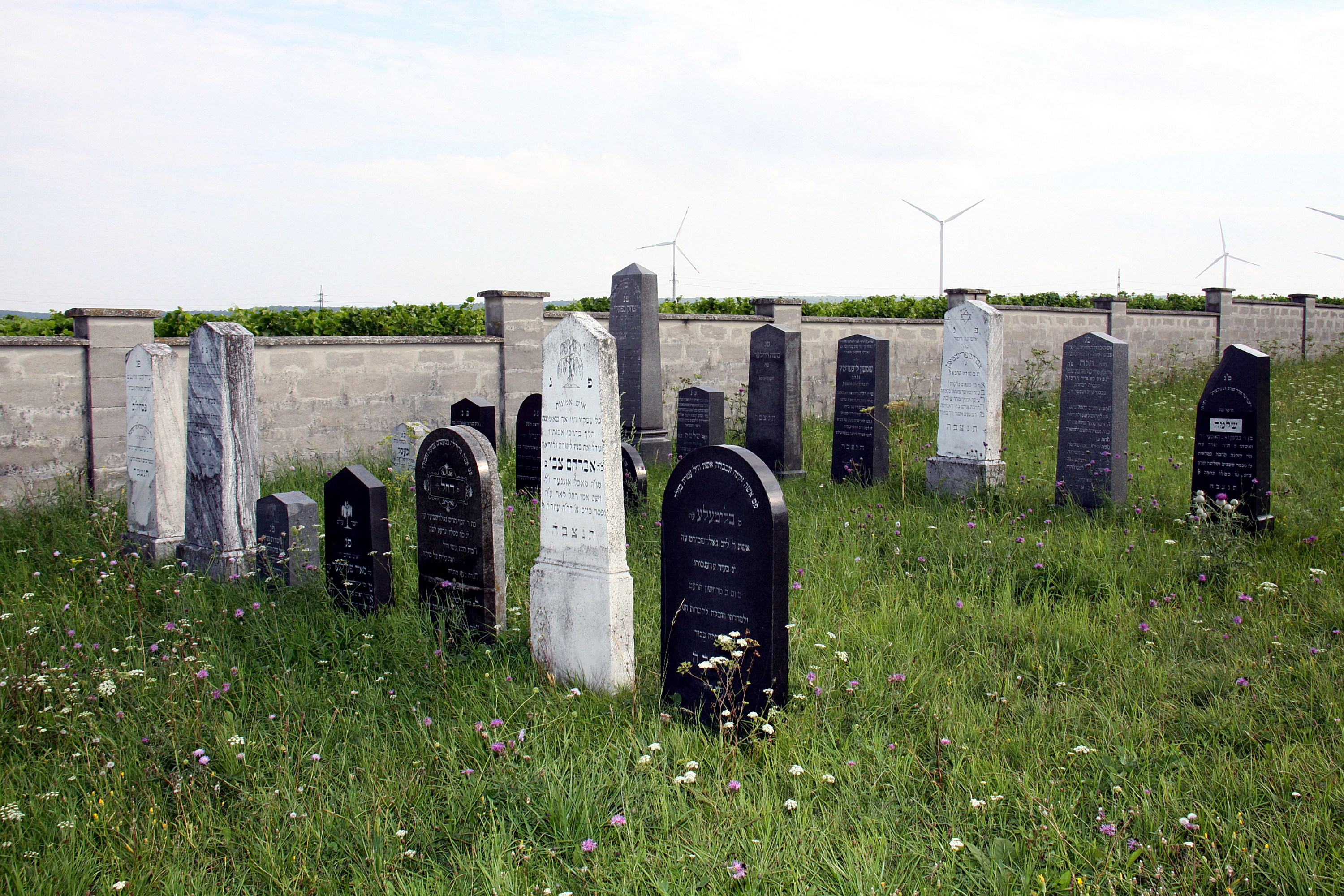
Relikte des Israelitischen Friedhofs der Gemeinde Zelem

1834 war eine neue, größere Synagoge errichtet worden. Außerdem verfügt die Gemeinde über einen eigenen Friedhof und eine Jeschiwa, eine Thora-Talmud-Schule, die vom Rabbiner geleistet wurde, hohes Ansehen genoss und eine Reihe von jungen Männern aus den Nachbarländern anzog. 1880 zählte die Gemeinde dennoch nur mehr 476 Juden. Unmittelbar nach der Annexion Österreichs im März 1938 setzte im Burgenland eine besonders brutale Verfolgung der Juden ein, bereits im Oktober gab es keine Judengemeinden mehr. In Frauenkirchen wurde ein Anhaltelager errichtet, wo Juden und Exponenten der Vaterländischen Front eingesperrt wurden. 154 Mitglieder der Gemeinde konnten rechtzeitig flüchten, 81 wurden nachweislich in einem KZ ermordet. Von vielen weiß man bis heute nicht, wo sie geblieben sind. Am Sonntag 16. Feber 1941 sprengten die Nazis die Synagoge, dabei wurde eine 17-jährige Beobachterin durch einen in die Luft geschleuderten Ziegel tödlich getroffen. Zuvor war der wertvolle Thoravorhang des Tempels beschlagnahmt und nach Wien gebracht worden. Auch der Friedhof wurde geschändet.
Heute erinnert im Judenfriedhof eine Gedenktafel an eine zweite jüdische Tragödie auf Deutschkreutzer Boden. Dort befindet sich ein Massengrab von 284 Budapester Juden, die im Herbst 1944 auf einen Todesmarsch in Richtung österreichisch-ungarische Grenze geschickt und auf österreichischem Boden zum Bau des „Südostwalls“ eingesetzt wurden. Auf dem Areal des Schlosses Deutschkreutz verstarben sie an Hunger, Erschöpfung und Krankheit und wurden dann verscharrt.

## Errichtung und Enthüllung des Denkmals
Das Wohnhaus, in dem der spätere Komponist Karl Goldmark (1830–1915) zehn Jahre seiner Kindheit und Jugend verbrachte, ist eines der letzten noch bestehenden Judenhäuser von Zelem. Es befindet sich in der früheren Judengasse, der heutigen Hauptstraße. Das Denkmal zur Erinnerung an die traditionsreiche Gemeinde wurde vor dem Gebäude platziert.
Initiiert wurde die Errichtung durch den Inhaber einer Wiener Event-Agentur, Michael Feyer. Das Denkmal konnte am 3. Juli 2012 im Rahmen einer feierlichen Zeremonie enthüllt werden, zu welcher zahlreiche Mitglieder der israelitischen Kultusgemeinde aus Wien und zeithistorisch Interessierte trotz Regens erschienen waren. Zuvor wurde der jüdische Friedhof besucht, wo der Heimatkundler Adalbert Putz eine Einführung in die Geschichte der Judengemeinde gab.